# Mike Mills
Michael Edward Mills (Condado de Orange, 17 de dezembro de 1958) é um multi-instrumentista, cantor e compositor estadunidense que foi membro fundador da banda de rock alternativo R.E.M. Ainda quando pequeno, se mudou com sua família para Macon, Geórgia, no início da década de 1960. Como um filho de um tenor dramático (Frank) e de uma professora de piano (Adora), ele desenvolveu amor pela música numa idade bem tenra. Ele conheceu e formou uma banda com seu amigo baterista Bill Berry no ensino médio (os dois eram rivais durante o ensino fundamental). Conheceram Peter Buck e Michael Stipe depois de começarem a cursar a Universidade da Geórgia, em Athens.

## Habilidades
Apesar de ser conhecido primeiramente apenas como baixista e pianista, a sua habilidade musical inclui muitos outros instrumentos como teclado, violino e percussão.
Ele é o compositor de muitas das novas músicas do R.E.M. como "Find the River", "At My Most Beautiful", "Why Not Smile", "Let Me In", "Wendell Gee", "(Don't Go Back To) Rockville", "Beat a Drum", "Be Mine", "New Test Leper" e "What's the Frequency, Kenneth?". Além de proporcionar um fundo melódico ele também cantar "Texarkana", "Near Wild Heaven", "Superman" e The Troggs cover, "Love Is All Around".

## Trabalhos recentes
O penúltimo álbum da banda, Around the Sun, recebeu uma grande rejeição pela crítica. A influência de Mike Mills neste álbum foi indiscutivelmente maior que em qualquer outro, com as linhas de teclado e piano sobresaindo as guitarras de Peter Buck. Seus vocais se tornaram incrivelmente mais misturados com o fundo e isso vem acontecendo desde a música "Animal" em 2003. Alguns dizem que as composições de Peter Buck foram meio que diluídas pelo R.E.M. e que então ele tem se focalizado mais em seus outros projetos laterais, levando Mike Mills a compor mais do que nunca.